# Raorchestes
Raorchestes (лат.) — род бесхвостых земноводных из семейства веслоногих лягушек, обитающий в Южной и Юго-Восточной Азии, от южной Индии до Непала, Мьянмы, Таиланда и Лаоса до южного Китая, Вьетнама и Западной Малайзии. Они особенно разнообразны в Западных Гатах (Индия). Только четыре вида этого рода были зарегистрированы из Юго-Восточной Азии и Китая, из которых третий был зарегистрирован как расширение ареала из Мьянмы в 2019 году. До описания рода в 2010 году виды, находящиеся сейчас в Raorchestes, относились родам Ixalus (больше не признаётся), Philautus, и Pseudophilautus. В исследовании 2011 года Raorchestes был определёны как сестринский таксон Pseudophilautus.
Род назван в честь C. R. Narayan Rao в знак признания его вклада в индийскую батрахологию. Другой корень orchestes основан на старом названии рода лягушек Philautus — Orchestes Tschudi, 1838. Обширные исследования ареала этого рода в Западных Гатах Индии предполагают заниженную оценку количества видов в роде. Изучение разнообразных видов этого рода показывает, что важную роль в наблюдаемом видообразовании сыграли отдельные изолированные массивы Западных Гат.

## Описание
Raorchestes в основном ведут ночной образ жизни. Это относительно небольшие лягушки — размер тела взрослой особи 15—45 мм от кончика морды до отверстия клоаки. У них отсутствуют сошковые зубы. У самцов при крике вздувается большой прозрачный голосовой мешок. Все описанные к настоящему времени виды Raorchestes демонстрируют прямое развитие, то есть их жизненный цикл не включает стадии свободно плавающего головастика, из яиц вылупляются уже сформированные лягушки, что снижает зависимость вида от воды. Для вылупления яиц Raorchestes tinniens потребовалось 36 дней, и температура играла огромную роль в скорости развития. Различных особей одного вида в этом роде бывает трудно идентифицировать в полевых условиях из-за вариаций цвета и рисунка. Виды рода Raorchestes также имеют различные вариации в окраске радужки и зрачка. Трудности полевой идентификации приводят к более комплексным методам описания видов в пределах рода. Это также приводит к потенциально неверной идентификации видов и их ареалов.
Лягушки из рода Raorchestes известны как кустарниковые лягушки, они обитают в различных древесных экологических нишах. Исключением является коротконогий Raorchestes resplendens, который обитает на земле и был обнаружен на самой высокой вершине Западных Гат, называемой Анай-Муди.

## Сохранение
МСОП провел оценку 38 видов Raorchestes. Многие виды находятся под угрозой исчезновения, и один вид (Raorchestes travancoricus) уже считался вымершим, но был вновь обнаружен в 2004 году. Из 38 данных о восьми недостаточно данных, а 23 — находящиеся под угрозой исчезновения, исчезающие и уязвимые категории. Список «потерянных лягушек», составленный Группой специалистов по амфибиям (лягушек, которых не видели в течение десятилетий), включает 10 видов Raorchestes. Поскольку несколько видов этого рода были описаны за последние 15 лет, данные по сохранению относительно скудны, как и подробные исследования экологии. Известно, что некоторые виды этого рода имеют очень узкие ареалы и привязаны к определенным нишам в окружающей среде, что затрудняет проведение общей политики сохранения рода.
Несколько видов Raorchestes были зарегистрированы в контрольных списках, составленных как на охраняемых территориях, так и на сельскохозяйственных угодьях.

## Виды
Многие новые виды из Индии были описаны в 2000 году и позже. По состоянию на 23 октября 2022 года в роде Raorchestes признаны следующие 75 видов:
- Raorchestes agasthyaensis Zachariah at al., 2011
- Raorchestes akroparallagi (Biju & Bossuyt, 2009)
- Raorchestes andersoni (Ahl, 1927)
- Raorchestes anili (Biju & Bossuyt, 2006)
- Raorchestes annandalii (Boulenger, 1906) — Гималайский веслоног
- Raorchestes archeos Vijaykumar at al., 2014
- Raorchestes aureus Vijaykumar at al., 2014
- Raorchestes beddomii (Günther, 1876) — Веслоног Беддома
- Raorchestes blandus Vijaykumar at al., 2014
- Raorchestes bobingeri (Biju & Bossuyt, 2005)
- Raorchestes bombayensis (Annandale, 1919)
- Raorchestes cangyuanensis Wu et al., 2019
- Raorchestes chalazodes (Günther, 1876)
- Raorchestes charius (Rao, 1937) — Жёлтый веслоног
- Raorchestes chlorosomma (Biju & Bossuyt, 2009)
- Raorchestes chotta (Biju & Bossuyt, 2009)
- Raorchestes chromasynchysi (Biju & Bossuyt, 2009)
- Raorchestes coonoorensis (Biju & Bossuyt, 2009)
- Raorchestes crustai Zachariah at al., 2011
- Raorchestes drutaahu Garg et al., 2021
- Raorchestes dubois (Biju & Bossuyt, 2006)
- Raorchestes dulongensis Wu et al., 2021
- Raorchestes echinatus Vijaykumar at al., 2014
- Raorchestes flaviocularis Vijaykumar at al., 2014
- Raorchestes flaviventris (Boulenger, 1882) — Желтобрюхий веслоног
- Raorchestes ghatei Padhye at al., 2013
- Raorchestes glandulosus (Jerdon, 1854) — Южноиндийский веслоног, или веслоног Нобла
- Raorchestes graminirupes (Biju & Bossuyt, 2005)
- Raorchestes griet (Bossuyt, 2002)
- Raorchestes gryllus (Smith, 1924) — Сверчковый веслоног
- Raorchestes hassanensis (Dutta, 1985) — Красный веслоног
- Raorchestes hillisi Jiang Ren et al., 2020
- Raorchestes honnametti Gururaja at al., 2016
- Raorchestes huanglianshan Jiang et al., 2020
- Raorchestes indigo Vijaykumar at al., 2014
- Raorchestes jayarami (Biju & Bossuyt, 2009)
- Raorchestes johnceei Zachariah at al., 2011
- Raorchestes kadalarensis Zachariah at al., 2011
- Raorchestes kaikatti (Biju & Bossuyt, 2009)
- Raorchestes kakachi Seshadri, Gururaja & Aravind, 2012
- Raorchestes kakkayamensis Garg et al., 2021
- Raorchestes keirasabinae Garg et al., 2021
- Raorchestes kollimalai Gowande, Ganesh & Mirza, 2020
- Raorchestes lechiya Zachariah at al., 2016
- Raorchestes leucolatus Vijaykumar at al., 2014
- Raorchestes longchuanensis (Yang & Li, 1978) — Юньнаньский веслоног
- Raorchestes luteolus (Kuramoto & Joshy, 2003)
- Raorchestes manipurensis (Mathew & Sen, 2009)
- Raorchestes manohari Zachariah at al., 2011
- Raorchestes marki (Biju & Bossuyt, 2009)
- Raorchestes menglaensis (Kou, 1990)
- Raorchestes munnarensis (Biju & Bossuyt, 2009)
- Raorchestes nerostagona (Biju & Bossuyt, 2005)
- Raorchestes ochlandrae (Gururaja at al., 2007)
- Raorchestes parvulus (Boulenger, 1893) — Миниатюрный веслоног
- Raorchestes ponmudi (Biju & Bossuyt, 2005)
- Raorchestes primarrumpfi Vijaykumar at al., 2014
- Raorchestes ravii Zachariah at al., 2011
- Raorchestes resplendens Biju at al., 2010
- Raorchestes rezakhani Al-Razi, Maria & Muzaffar, 2020
- Raorchestes sahai (Sarkar & Ray, 2006)
- Raorchestes sanctisilvaticus (Das & Chanda, 1997)
- Raorchestes sanjappai Garg et al., 2021
- Raorchestes shillongensis (Pillai & Chanda, 1973)
- Raorchestes signatus (Boulenger, 1882) — Керальский веслоног
- Raorchestes silentvalley Zachariah at al., 2016
- Raorchestes sushili (Biju & Bossuyt, 2009)
- Raorchestes theuerkaufi Zachariah at al., 2011
- Raorchestes thodai Zachariah at al., 2011
- Raorchestes tinniens (Jerdon, 1854) — Чёрный веслоног
- Raorchestes travancoricus (Boulenger, 1891) — Траванкурский веслоног
- Raorchestes tuberohumerus (Kuramoto & Joshy, 2003)
- Raorchestes uthamani Zachariah at al., 2011
- Raorchestes vellikkannan Garg at al., 2021
- Raorchestes yadongensis Zhang at al., 2022